# رید هستینگز
رید هستینگز (به انگلیسی: Reed Hastings) (زاده ۸ اکتبر ۱۹۶۰) یک کارآفرین، نیکوکار و مدیر ارشد اجرایی آمریکایی است، او در سال ۱۹۹۷ شرکت نتفلیکس را تأسیس نمود.
وی در حال حاضر به‌عنوان مدیر عامل اجرایی نتفلیکس فعالیت می‌کند، همچنین در گذشته عضو هیئت مدیره شرکت فیس‌بوک و مایکروسافت نیز بود.

## کتاب
کتاب قانون بی‌قانونی اثر ارین میر و رید هستینگز است. این کتاب به شما می‌آموزد چگونه کسب و کارتان را متحول کنید و به سوی پیشرفت گام بردارید. 